# 尖頭翼龍屬
尖頭翼龍屬（屬名：Cuspicephalus）是翼龍目單窗孔類的一屬，生存於侏儸紀晚期的英格蘭。

## 發現與命名
尖頭翼龍的正模標本（編號MJML K1918）是一個嵌在石塊裡的部分頭顱骨，只缺少下頜、齒列。化石是在2009年底發現於英格蘭多塞特郡的一處海岸。該地層屬於啟莫里黏土組（Kimmeridge Clay Formation）地層，以富含菊石化石而著名，地質年代約1億5570萬到1億5300萬年前，相當於侏儸紀晚期。
在2011年，大衛·馬提爾（David M. Martill）、Steve Etches等人將這些化石敘述、命名。模式種是斯卡弗尖頭翼龍（Cuspicephalus scarfi）。屬名意為「尖頭的翼」，cuspis在拉丁文意為「尖的」，意指牠們的尖吻突形狀；kephalè在古希臘文意為「頭」。種名則是以英國漫畫家Gerald Scarfe為名，他的漫畫作品以人物有長鼻子而著名。

## 敘述
尖頭翼龍的頭顱骨非常延長，外形呈狹長的三角形，長度為32.6公分，頭部後段高度為5.5公分。鼻孔和眶前孔合成為一個鼻眶前孔（Nasoantorbital fenestra），鼻眶前孔的長度相當於頭顱骨的一半。位於鼻眶前孔之前的吻突低矮、狹長。鼻眶前孔與吻突的面積比例，是已知翼龍類之中最大的。吻突約有11或12顆牙齒，整個上頜估計約有25到30顆牙齒。前段牙齒最大，越往嘴部後段，牙齒越小。頭顱骨後段寬，橫剖面呈橢圓形，但可能是化石形成時遭到擠壓的結果，但還無法下定論。
頭顱骨頂端，相當於鼻眶前孔的上方，有個縱向的低矮骨質頭冠。骨質頭冠開始於第12顆牙齒的上方，但頭冠後段有損害的痕跡，所以不清楚頭冠末端結束在哪個部位。但眼睛後的頭顱骨頂端沒有頭冠的跡象，所以不可能延伸至頭部後段。在生前，牠們的頭頂可能有更大型、更高的頭冠，由軟組織構成，而由這低矮骨質頭冠構成基部、支撐者。

## 種系發生學
在尖頭翼龍的最初研究裡，研究人員並沒有提出尖頭翼龍的演化位置，但他們曾提到尖頭翼龍類似德國翼龍。近年研究發現，尖頭翼龍的頭部形狀，可能代表往翼手龍類的演化過渡階段。但目前還無法得知稍微原始的翼龍類物種的頭部形狀，因此尖頭翼龍目前屬於單窗孔類的原始物種。

## 外部連結
- Thatcher cartoonist Gerald Scarfe is Dorset fossil namesake （页面存档备份，存于） - BBC news article, includes Gerald Scarfe's reaction.